# Fràncic lorenès

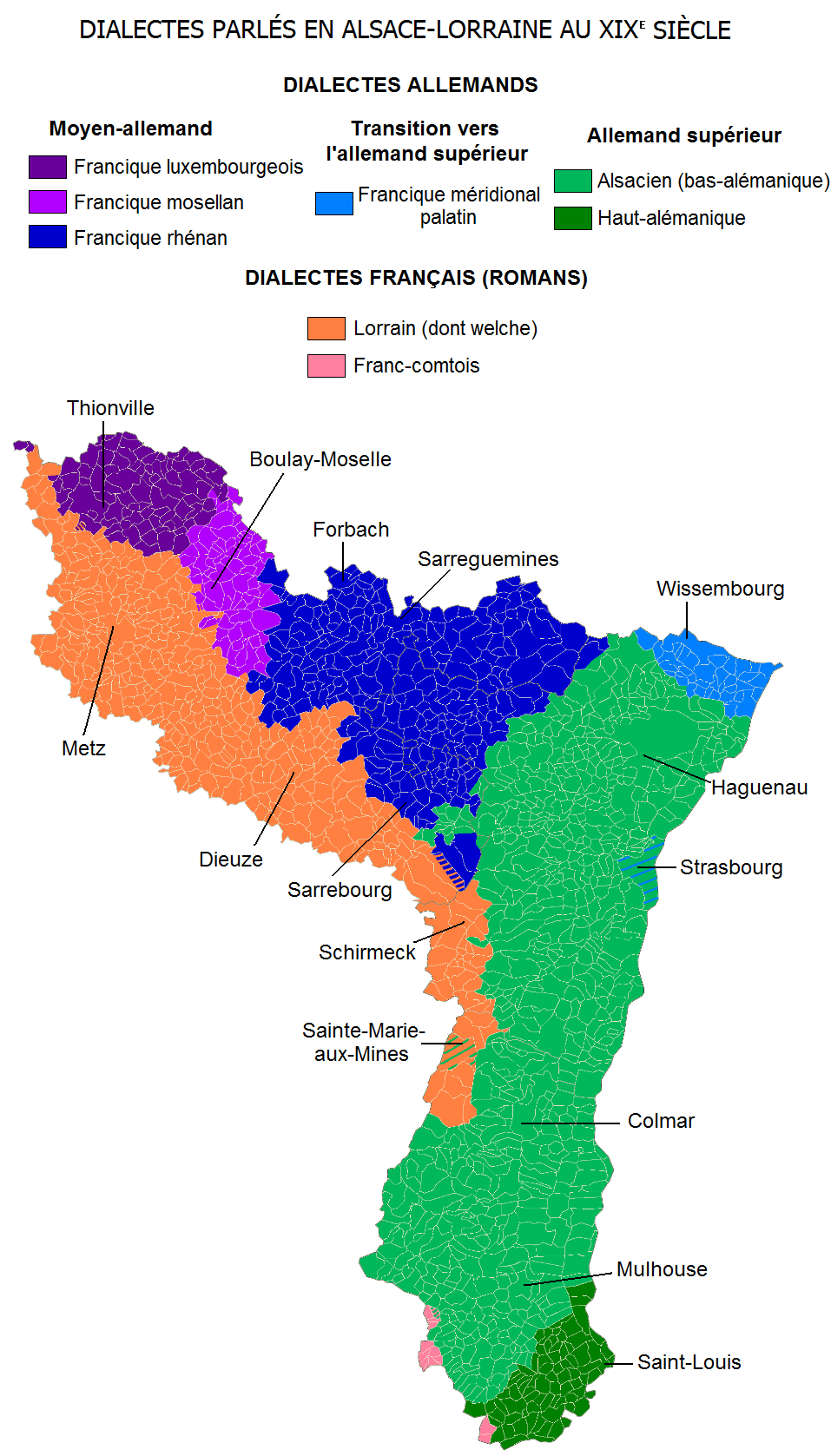
Llengües parlades a Alsàcia-Lorena (s. XIX)

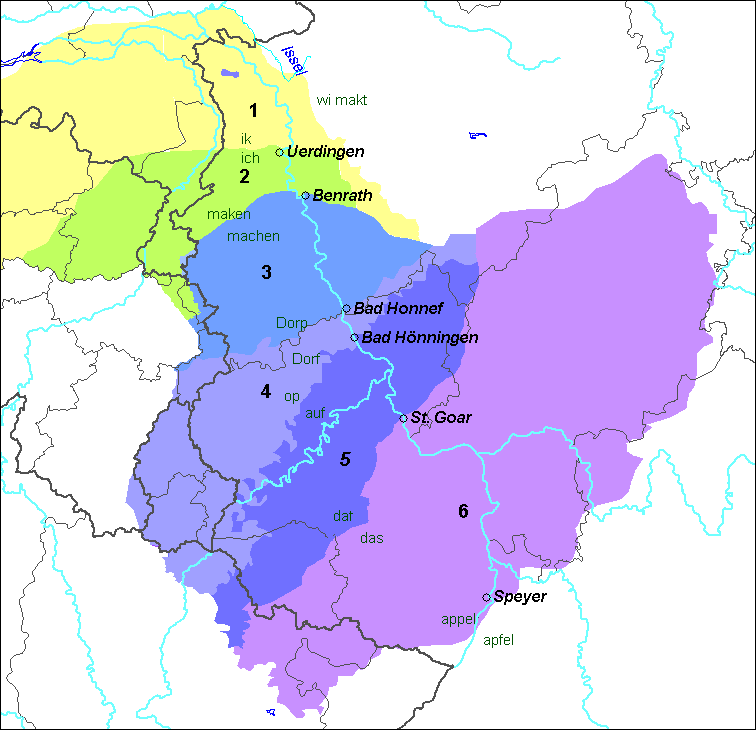
Subdivisió dels dialectes germànics de Georg Wenker, 1877

Dialectes mosel·lans

El fràncic lorenès, també anomenat lothrénger platt, lothringer platt, lothrénger deitsch, lothrìnger deitsch, lothrìnger ditsch, lothringer deutsch, o simplement platt és una de les llengües regionals de Lorena. Es tracta d'un terme genèric que designa tots els dialectes de l'alt alemany inferior i de l'alt alemany superior parlades a la part germanòfona del departament lorenès del Mosel·la (tradicionalment anomenada Lorena alemanya).
Emile Guelen distingí en 1939 tres varietats que va anomenar Westmosellothringisch, Niedlothringisch i Saarlothringisch. Designà globalment les tres formes lingüístiques del fràncic utilitzades a Lorena:
- fràncic renà de Lorena (varietat del fràncic renà)
- fràncic mosel·là
- fràncic luxemburguès

## Història
El terme fràncic es refereix al poble germànic dels francs, qui es va implantar en la regió en el període de les invasions bàrbares i des del segle iv. Cal remacar però que la germanització de la regió havia començat abans, i que hi ha una tesi que veu un substrat lingüístic cèltic i germànic preexistent a l'arribada dels francs. Un dels primers escrits en fràncic és la traducció d'un tractat de Sant Isidor en fràncic renà i data del començament del segle ix. La frontera lingüística mosel·lana s'establí de manera duradora sobre una línia que travessava l'actual departament del Mosel·la de nord-oest a sud-est.
Malgrat els canvis de nacionalitat territorial i els esforços d'uns i altres per a desplaçar aquesta frontera, es va mantenir geirebé invariable fins al 1945. Va ser només després de la Segona Guerra Mundial que la llengua regional fou combatuda amb acarnissament i que va començar una tendència descendent, i una de les causes era el seu parentiu amb l'alemany standard imposat pels ocupants nazis.
Igual que en altres llengües minoritàries, s'hi ha creat associacions amb l'objectiu d'aconseguir de transmetre el fràncic. Entre elles, cal destacar les associacions Wei Lang Naar ("Fins quan ?" o "Per quant de temps ?"), Gau un Griis, Bei uns dahäm i Culture et Bilinguisme de Lorraine - Zweisprachig, unsere Zukunft.

## Distribució
L'àrea lingüística del fràncic lorenès cobria el 1945 segons Toussaint 370 de les 763 comunes del Mosel·la. El 1962 això representava que de 360.000 mosel·lans el 39% comprenia el fràncic lorenès, i que el 1975 de 440.000 al voltant del 44%. El 1975 representava la mateixa proporció, és a dir 357 comunes de 716. Aquest augment aparent no significa pas una progressió en la pràctica sinó que reflecteix més un augment en la demografia que no pas en l'ús de la llengua. En part degut a l'ambigüitat del terme, les estimacions del nombre de parlants del fràncic lorenès a França varien entre els 30.000 i els 400,000 (que el faria la tercera llengua regional més parlada a França, després de l'occità i l'alsacià).
La dada més fiable prové de l'Enquête famille elaborada per l'INSEE com a part del cens de 1999, però dona un quadre indirecte de la situació actual. Aproximadament 78.000 persones afirmaven parlar fràncic lorenpes, però menys de 50.000 transmetien el coneixement de la llengua als seus fills. Una altra estadística il·lustra aquest punt: de tots els homes adults que parlen fràncic regularment a l'edat de 5 anys, menys del 30% parlava la llengua regularment amb els seus propis fills.
La distribució geogràfica de les variants segueix una lògica est-oest. El fràncic luxemburguès és parlat a la regió de Thionville i Sierck-les-Bains. El fràncic mosel·là ho és a la regió de Bouzonville i Boulay-Moselle. El fràncic renà de Lorena és parlat dans la zona de Saint Avold cap a l'Alsàcia (Drulingen/Sarre-Union, La Petite-Pierre) passant per Forbach, Sarreguemines, el País de Bitche i la regió de Sarrebourg.

### Intercomprensió de les variants
Les diverses variants del fràncic lorenès gaudeixen de nombrosos punts comuns i la intercomprensió mútua és relativament fàcil entre les diferents variants. Nogensmenys el terme fràncic lorenès no s'ha de considerar un concepte lingüístic. Les branques específiques del fràncic dins l'alt alemany inferior són el franc ripuari, el fràncic luxemburguès, el fràncic mosel·là i el fràncic renà.
El fràncic lorenès és un continuum de dialectes perquè tot el conjunt de similituds i diferències fluctuen depenent de la ubicació geogràfica. No es tracta tan sols de tres formes lingüístiques parlades a Lorena i separades per línies que es van establir sobre un criteri lingüístic molt parcial. Algunes propietats són transversals a les tres formes i la comprensió mútua resultant depèn més de l'alineament geogràfic que d'una línia de ruptura
El terme fràncic lorenès no designa pas una categoria establida sobre criteris lingüístics sinó un conjunt lingüístic propi en un territori geogràfic resultant de la variació de les fronteres polítiques. Està situat a la Lorena, i més concretament a la meitat nord-est del departament del Mosel·la.
Es tracta d'un idioma subregional que es practica en algunes parts de la regió. És també una llengua supraregional, perquè les seves variants també es parlen en altres parts de Lorena, més enllà de les fronteres.
Cal assenyalar que es parlen un dialecte alamànic i no pas fràncic en una petita part del sud-est del cantó de Phalsbourg (vall del Zorn) i que la llengua regional de la Lorena germànòfona no es limita doncs als dialectes fràncics sinó que inclou el dialecte baix alamànic del sud-est mosel·là i l'alemany estàndard, llengua tradicional d'escriptura.
Es tracta d'un continu dialectal. L'evolució entre aquestes zones és gradual. Al sud-oriental del departament (país de Phalsbourg i Dabo), els dialectes fràncics presenten característiques (com el vocalisme) gradualment més alamàniques a mesura que ens acostem a l'Alsàcia.

## Característiques

### Trets distintius
El fràncic lorenès és un continu dialectal pertanyent a l'alt alemany inferior occidental (Westmitteldeutsch) que tenen nombroses característiques comunes que són les següents:
Les dues primeres separen el fràncic lorenès del baix alemany:
- mache

El fràncic lorenès se situa totalment dins el territori on "fer" es diu "mache" o "machen" per oposició a la pronunciació "maken" utilitzada en baix-alemany.
- ich

El fràncic lorenès se situa totalment dins el territori on "jo" es diu "ich" per oposició a la pronunciació "ik" emprada en baix alemany.
Les dues següents separen el fràncic lorenès de l'alt alemany:
- appel

El fràncic lorenès se situa totalment al territori on "poma" es diu "appel" per oposició a la pronunciació "apfel" utilitzada en alt alemany.
- pund

El fràncic lorenès se situa totalment al territori on "lliura" es diu "pund" per oposició a la pronunciació "pfund" utilitzada en alt alemany.
Un altre tret comú separa el fràncic lorenès del fràncic ripuari:
- dorf

El fràncic lorenès se situa totalment al territori on "vila" es diu "dorf" per oposició a la pronunciació "dorp" utilitzada en alt alemany inferior pel fràncic ripuari.
El fràncic lorenès també es distingeix globalment de les varietats que s'estenen més al nord:
- fescht, geschter, schweschter, samschdaa

El fràncic lorenès se situa totalment al territori on "festa" es diu "Fescht", "ahir" es diu Geschter "germana" es diu Schweschter i "dissabte" samschdaa per oposició a la pronunciació "Fest", "gestern", "Schwester" i "Samstag"utilitzada en alt alemany inferior als territoris situats més al nord.

### Variants
Tota la zona està travessada per dues línies d'isoglosses lingüístiques orientades de nord-est a sud-oest i que defineixen les tres variants i prevenen les mutacions consonàntiques de les llengües germàniques només parcialment en el fràncic lorenès:
- La línia op/of separa el fràncic luxemburguès, domini de l'op, del fràncic mosel·là, domini de l'of, que volen dir en, en alemany auf. Aquesta línia es troba entre les comunes occidentals de Zeurange, Grindorf, Flastroff, Waldweistroff, Lacroix, Rodlach, Bibiche, Menskirch, Chémery, Edling i Hestroff, i les orientals de Schwerdorf, Colmen, Filstroff, Beckerholtz, Diding, Freistroff, Anzeling, Gomelange i Piblange.
- La línia wat/was separa el fràncic mosel·là, domini del wat, del francic renà, domini del was, que volen dir que, en alemany was. Aquesta línia es troba entre les comunes occidentals de Ham-sous-Varsberg, Varsberg, Bisten, Boucheporn, Longeville, Laudrefang, Tritteling, Tetting, Mettring, Vahl-lès-Faulquemont i Adelange, i les orientals de Creutzwald, Diesen, Carling, Porcelette, Saint-Avold, Valmont, Folschviller, Lelling, Guessling-Hémering i Boustroff.

La diftongació que fa passar de la vocal i al diftong ei arriba a la totalitat del francic luxemburguès però només afecta d'una manera molt limitada els extrems dels dominis del fràncic mosel·là i del fràncic renà de Lorena, però afedta llargament el fràncic mosel·là i el fràncic renà en llurs prolongaments fora de la Lorena. Així un lorenès parlant en fràncic renà dirà gliche llevat al sector de Forbach on dirà gleiche.

## Estatut oficial
El fràncic lorenès, com les altres llengües regionals de França, és mancat de reconeixement oficial. Mentre que el luxemburguès té estatut de llengua oficial al Gran Ducat de Luxemburg, el fràncic lorenès (amb totes les seves variants) només es beneficia de l'estatut de llengua regional de França, recollida com a tal a l'informe Cerquiglini.

## Escriptura i gramàtica
L'escriptura del fràncic ha estat codificada per la GERIPA, dependent de la Universitat de l'Alta Alsàcia. El luxemburguès gaudeix d'una ortografia oficial al Gran Ducat de Luxemburg.
L'escriptura en fràncic renà de Lorena és un fenomen força recent. Tradicionalment els lorenesos germanòfons escrivien en alemany estandarditzat, i en aquesta llengua han fet la seva producció literària a partir del segle xv. L'ús escrit de la variant fràncica ha estat limitat força temps al teatre i a la poesia dialectals. Les actes oficials de la batllia d'Alemanya del Ducat de Lorena foren escrites en alemany fins al 1748, quan les ordenances imposaren el francès en les actes oficials de Lorena, a instància del canceller de Lorena Antoine-Martin Chaumont de La Galaizière, chancelier de Lorraine). Fins al 1748, les actes notarials eren redactades eb alemany (i no pas en fràncic) a la batllia d'Alemanya. Continuà fent-se així fins al 1773 a Rodemack, fins al 1790 a Dabo, i fins a la seva incorporació a França el 1793 a les terres imperials. Si bé la forma dialectal dels topònims ha estat utilitzada en forma oral, en la forma escrita han estat usats en vell alt alemany i no pas en fràncic. Els noms alemanys de les localitats han estat molt francesitzats arran la Revolució mentre que els noms dels llocs encara avui dia es mantenen en alemany.
Pel que fa a la gramàtica, convindria fer una llista dels trets gramaticals comuns a tota la Lorena fràncica, però aquesta tasca està poc avançada, ja que només hi ha elements publicats sobre el fràncic renà de Lorena (vall de la Sarre i País de Bitche: 
- L'auxiliar haver = hònn : ich hònn, de hasch, er/sie/'s hat, mìr hònn, ìhr hònn, se hònn (en alemany: ich habe, du hast, er/sie/es hat, wir haben, ihr habt, sie haben)
- L'auxiliar estar = sìnn : ich bìnn (o ich sìnn), de bìsch, er/sie/'s ìsch, mìr sìnn, ìhr sìnn, se sìnn (en alemany : ich bin, du bist, er/sie/es ist, wir sind, ihr seid, sie sind)

## Diccionaris
- Wörterbuch der deutsch-lothringischen Mundarten Arxivat 2009-06-17 a Wayback Machine. (consultable online al web de la universitat de Trèves) per Michael Ferdinand Follmann 1909 Strasbourg SHAL; reedició 1983 Sändig Reprint Verlag Lichtenstein
- Le Platt, Hélène Nicklaus éditions Pierron 2001
- Lexique de dialecte de la région de Sarreguemines, Marianne Haas Heckel, éditions confluences 2001
- Boussa Platt, René Baro, édité par l'auteur
- Dictionnaire du parler francique de Saint-Avold par Manfred Pützer-Adolphe Thil-Julien Helleringer, Éditions Serpenoise, Metz 2001
- Dictionari online de fràncic renà del País de Phalsbourg - Sarrebourg Sud-est del Mosel·la
- Dictionari Fràncic online